# Бистрий
Би́стрий — село в Україні, у Трускавецькій міській громаді, Дрогобицького району Львівської області. Населення становить 300 осіб (на початок 2015 року). Орган місцевого самоврядування — Трускавецької міської територіальної громади (Доброгостівський старостинський округ).

## Етимологія
Назва села походить від польської назви місцевого потоку (річки) Бистрий.

## Географія
Село розташовано на берегах річки Бистра та потоку Теменець у долині передгір'я Східних Карпат, за 14 кілометрів на південний схід від Дрогобича та за 6 км на південний схід від Трускавця.
Межує із селами Дрогобицького району — Доброгостів, Уличне, Зимівки.

### Клімат
Клімат помірно-теплий, вологий. Найтепліші місяці — липень і серпень, найхолодніші — січень і лютий. Більш сприятливі метеорологічні умови влітку та ранньою весною.

### Водойми
Село розташоване на берегах річок Бистрої та Теменця, які впадають одна в одну у центрі села і далі разом із річкою Колодниця, басейну Дністра, утворюють озеро Уличанка. Також, у західній частині села є став Ґулів та численні невеличкі ставки на подвір'ях (до села з різних сторін сходяться багато потічків).

## Мікротопоніми

### Урбаноніми
Кількість елементів інфраструктури у селищі — це 5 вулиць із 90 будинками.
Вулиці:
- Галицька
- Козацька
- Лісова
- Сонячна
- Тиха

Місцевості:
- Барбара
- Герина
- Гнилий
- Гліпковець
- Долини
- Жагаляків Сніз
- Жидівський Сніз
- Завоньїчий
- Замклий
- За Глибоким
- Іваники
- Кисилиця
- Кичерка
- Котоносовець
- Коширки
- Лази
- Масників Сніз
- Медвежа
- На Вигоні
- Павлішкова Гора
- Підзамклий
- Під Ялиною
- Подошва
- Поточини
- Рудавець
- Стежки
- Стовпищі
- Столяний
- Тишенець
- Трепля
- Ялина

## Населення
За часів Польщі у селі мешкали переважно русини (українці), 4 польських і 3 німецьких родини.

## Історія
Село засноване, за офіційними джерелами, 1398 року, втім існує припущення, що воно було засноване набагато раніше. Про це свідчить назва однієї з місцевостей села — Котоносовець. Ця назва, найімовірніше, походить від арабського слова «katib», що у перекладі українською мовою означає «переписувач Корану, писар-чиновник». Це може вказувати на те, що Бистрий засновано орієнтовно у VII—IX столітті[джерело?].
За переказами старожилів села під час одного з численних татарсько-турецьких навал XIV століття, мешканець села Опарів Барняк з родиною, рятуючись від переслідування, вимушений був оселитися у лісі над потоком. Так само вчинили ще декілька родин з Доброгостова. З часом той потік за свої швидкоплинні води отримав назву Бистрий, а поселення на його березі почало називатися також Бистрий. Щодо занять місцевого населення — то це було рільництво, тваринництво та різні ремесла.
1 серпня 1934 року у дрогобицькому повіті була створена ґміна Стебник, до складу якої увійшли сільські громади Гассендорфа, Доброгостова, включаючи присілок Бистрий, Колпця, Орова, Сільця, Станилі, Стебника й Уличного.
Ще за Польщі у селі діяло два водяних млини, що розміщувались на віддалі від русла річки Бистрої, а також олійня.

## Пам'ятники
- Фігура Матері Божої;
- 4 придорожніх хрести;
- пам'ятний знак «Шістьом загиблим воякам УПА», встановлений та освячений 2006 року. Скульптурна композиція складається з янгола, який тримає хрест.

## Ботанічні пам'ятки природи
У селі є реліктова липа, що належить до ботанічних пам'яток природи місцевого значення.

## Інфраструктура
Починаючи з 1993 року у селі проводилися роботи з газифікації, а також телефонізації (прокладання телефонного кабелю, підключення абонентів до сільської АТС) багатьох будівель приватного (житлового) сектора. Не менш важливою справою, котру було розпочато 2013 року, було проведення робіт з центрального водопостачання за кошти мешканців Бистрого. 2015 року в селі проведено лінію швидкісного кабельного Інтернету.
Земляні угіддя Бистрого, загальною площею 192 га, перебувають у користуванні Доброгостівської птахофабрики.
В селі видобувають промислову сіль «Барбара» (єдине родовище у Львівській області). Балансовий експлуатаційними запас 15 тис. м3/добу (0,04 % від загальних запасів України), видобуток 2014 року становив 0,049 тис. м3/добу (4,63 % від загальноукраїнського).

## Релігія
У селі ніколи не було власної церкви. Частина вірних Бистрого належить до релігійної громади ПЦУ храму святого архистратига Михаїла, друга — до греко-католицького храму святого Миколая Чудотворця. Осередки обох парафій та парафіяльні храми розташовані у Доброгостові.